# Chrudimka
Chrudimka är ett vattendrag i Tjeckien. Det ligger i den centrala delen av landet, 100 km öster om huvudstaden Prag.